# Kenansville
Kenansville település az Amerikai Egyesült Államok Észak-Karolina államában, Duplin megyében, melynek megyeszékhelye is. Lakosainak száma 770 fő (2020. április 1.).

## Népesség
A település népességének változása:

| 2010 | 855 |
| 2020 | 770 |